# 名古屋市立若宮商業高等学校
名古屋市立若宮商業高等学校（なごやしりつ わかみやしょうぎょうこうとうがっこう）は、愛知県名古屋市天白区古川町にある市立の商業高等学校。

## 沿革
- 1963年（昭和38年）4月 - 開校

## 設置学科
1年次は、5クラス（2019年（令和元年）より）で40人学級あり、全生徒共通の科目を学ぶ。
2年次から「総合ビジネス科」「情報ビジネス科」「会計ビジネス科」と3つの学科に分かれ、「総合ビジネス科」は3クラス、「情報ビジネス科」「会計ビジネス科」は1クラスずつ設置される。

## 特色
商業科のため、授業の3分の2と年20時間が普通科の科目、3分の1と年10時間が商業科目を行う。
1年次から簿記などを学ぶ。1学年あたりの生徒数は200名であるが、男子は30名程しかいなく9割が女子生徒のため、実質女子高の雰囲気である。
男子生徒は、2年次以降は大部分が「情報ビジネス科」を選択する。
2000年（平成12年）の東海豪雨では天白川の対岸にある桜台高校とは異なり甚大な被害を受けた。

## 部活動
バトン部が東海大会では金賞を受賞し、全国大会出場を果たしている。
男子生徒は運動系はテニス部・陸上部・バスケ部などで、その他は一部の文化部に所属している。そのため、部活動は女子中心に活動している。
体育館やグラウンドが比較的ゆとりがあるため、部活動が活発で、朝練や夜遅くまで練習する部も比較的多い。

## 卒業後の進路
商業科の高校のため卒業生の6割が就職する。地元企業からの信頼が厚く、事務職や販売職の求人が多い。
進学は7割が専門学校・看護専門学校へ、3割が大学・短大へ推薦入試により進学する。
文系の学部を中心に、地元の私立大学へ指定校推薦により進学する生徒も多い。

## アクセス
- 名古屋市営地下鉄桜通線 野並駅下車、4番出入口より徒歩で約5分。
- 名古屋市営バス
  - 名港16号系統「若宮商高前」バス停下車、徒歩で約2分。
  - 名港16・植田11・新瑞15・出入庫（地鳴.瑞）系統「野並」バス停下車、徒歩で約5分。

## 著名な卒業生
- 田村直美（シンガーソングライター）
- MAMI（SCANDAL）